# Computerspilsudvikler
En computerspilsudvikler, er en virksomhed eller en person, der står for udvikling af computerspil – med andre ord den del af arbejdet med et sådant spil, der ligger før spillets udgivelse. Udgivelsen står en computerspilsudgiver for. Efter udgivelsen af spillet kan computerspilsudvikleren fortsætte arbejdet gennem opdateringer og udvidelser.
Et computerspil grundlægges almindeligvis med et designdokumentet.